# Ivo Linna
Ivo Linna, né le 12 juin 1949 à Kuressaare (comté de Saare), est un chanteur estonien. Il fut l'un des sept fondateurs du groupe estonien Apelsin en 1974.

## Discographie

### Albums
- Ivo Linna '93 (1993)
- Iff 1 (1998)
- Enne ja pärast päeva (2001)
- Üksi, iseendas üksi… (2006)

## Filmographie
- Reekviem (1984)

## Distinctions
- Ordre de l'Étoile blanche d'Estonie de 4e classe, 2000 [1]
- Musicien de l'année, 2009